# Mickey Roker
Mickey Roker (Miami, 1932. március 9. vagy 1932. szeptember 3. – Philadelphia, 2017. május 22.) amerikai dzsesszdobos.

## Pályafutása
Miamiban született nagyon szegény körülmények között. Apját sohasem látta.  Édesanyja halálakor még  csak tíz éves volt. A nagymamája elvitte Philadelphiába, ahol Walter nagybátyjától kapott egy dobfelszerelést. A nagybátyja a philadelphiai dzsessz-világgal is megismertette. Itt példaképévé Philly Joe Jones dobos vált.
Az 1950-es évek elején kezdték elismerni, mint érzékeny és keményen big band dobost. Dizzy Gillespie különösen kedvelte őt, és egyszer megjegyezte, hogy „ha egyszer Rocker beállít valamit, bármi legyen is az, elmehetsz Párizsba, visszajöhetsz, és az ugyanott van.”
Philadelphiában játszott Jimmy Oliverrel, Jimmy Heath-tel, Jimmy Divine-nel, King James-szel, Sam Reeddel.
1959-ben New Yorkba költözött, ahol Gigi Gryce, Ray Bryant, Joe Williams, Junior Mance, Nancy Wilson partnere és a Duke Pearson big band dobosa volt.
1965-ben Art Farmer és Benny Golson társa volt. 1992-ben Connie Kay helyén beszállt a Modern Jazz Quartetbe.
Dolgozott Dizzy Gillespie, Sonny Rollins, Duke Pearson, Tommy Flanagan, Ella Fitzgerald, Zoot Sims, Horace Silver, Junior Mance, Sarah Vaughan, Milt Jackson, Herbie Hancock, Phil Woods, Oscar Peterson, Ray Brown, Bucky Pizzarelli, Stanley Turrentine, Toshiko Akiyoshi, Hank Jones, Bobby Hutcherson, Joe Locke és mások lemezein.
A pennsylvaniai Philadelphiában halt meg 84 éves korában. Akkor már cukorbetegségtől, tüdőráktól és más betegségektől is szenvedett.